# A magyar labdarúgó-válogatott 2018. november 15-i mérkőzése
A magyar labdarúgó-válogatott ötödik 2018–2019-es UEFA Nemzetek Ligája találkozója Észtország ellen, 2018. november 15-én. Ez volt a magyar labdarúgó-válogatott 932. mérkőzése.

## Helyszín
A találkozót Budapesten, a Groupama Arénában rendezték.

## Keretek
megjegyzés: A táblázatokban szereplő adatok a mérkőzés előtti állapotnak megfelelőek.

## Tabella a mérkőzés előtt
A C liga 2. csoport állása a forduló előtt
| Csapat       | M | Gy | D | V | G+ | G– | Gk | P  |
| ------------ | - | -- | - | - | -- | -- | -- | -- |
| Finnország   | 4 | 4  | 0 | 0 | 5  | 0  | +5 | 12 |
| Görögország  | 4 | 2  | 0 | 2 | 1  | 4  | –3 | 6  |
| Magyarország | 4 | 1  | 1 | 2 | 5  | 6  | –1 | 4  |
| Észtország   | 4 | 0  | 1 | 3 | 3  | 6  | –3 | 1  |

      Feljut a 2020–2021-es B ligába
      Lehetséges kieső a 2020–2021-es D ligába
      Kiesik a 2020–2021-es D ligába
Sorrend meghatározása: pontazonosság esetén a csoporton belül az alábbi sorrendben határozzák meg a sorrendet: 1. az egymás elleni eredmények (1a. pont, 1b. gólkülönbség, 1c. szerzett gól, 1d. idegenben szerzett gól), 2. a gólkülönbség (2a. összesített gólkülönbség, 2b. összes szerzett gól, 2c. összes idegenbeli szerzett gól), 3. a győzelmek száma (3a. az összes győzelem, 3b. az idegenbeli győzelmek száma), 4. a fair play versengés, illetve az 5. UEFA-koefficiens.
Feljutás: A B-, a C- és a D-liga négy csoportelsője egy osztállyal feljebb lép;
Kiesés: Az A-, a B- és a C-liga négy csoportutolsója egy osztállyal lejjebb folytatja (pontosabban: a C-ligából – az eltérő létszámú csoportok miatt – a három négyes csoport utolsó helyezettje mellett a négy csoportharmadik egyike, a legkevesebb pontot szerző válogatott esik ki);
Az A-liga négy csoportelsője bejut a Nemzetek Ligája négyes döntőjébe, amelyet 2019 júniusában rendeznek meg;
Mindegyik ligából négy válogatott jogot szerez a 2020-as Európa-bajnokság 2020. tavaszi pótselejtezőjében való részvételre; a jog alapvetően a 16 csoportelsőt illeti meg, ám ha ők időközben sikerrel teljesítik az Eb-selejtezőt (2019), a pótselejtező helyeit az addigi NL-teljesítmény alapján feltöltik, lehetőleg ligákon belül.

## Örökmérleg a mérkőzés előtt
| Sorszám | Időpont     | Helyszín | Eredmény  | Kiírás          |
| ------- | ----------- | -------- | --------- | --------------- |
| 1/778   | 2003.11.19. | Budapest | 0–1 (0–0) | –               |
| 2/793   | 2004.12.02. | Bangkok  | 5–0 (4–0) | –               |
| 3/873   | 2012.10.12. | Tallinn  | 1–0 (0–0) | vb-selejtező    |
| 4/882   | 2013.09.10. | Budapest | 5–1 (3–0) | vb-selejtező    |
| 5/931   | 2018.10.15. | Tallinn  | 3–3 (1–1) | Nemzetek Ligája |

| M | Gy | D | V | G+ | G– | Gk | %    |
| - | -- | - | - | -- | -- | -- | ---- |
| 5 | 3  | 1 | 1 | 14 | 5  | +9 | 75,0 |

Források: , 

## A mérkőzés
| 2018. november 15. 20:45 |

| Magyarország           | 2–0               | Észtország |
| ---------------------- | ----------------- | ---------- |
| Orbán 7' Szalai Á. 69' | (2–0) Jegyzőkönyv |            |

| Groupama Aréna, Budapest Nézőszám: 7 775 Játékvezető: Enea Jorgji (albán) |

### Az összeállítások
| Magyarország | Észtország |

| K                        | 12 | Dibusz       |  |     |
| V                        | 3  | Korhut       |  |     |
| V                        | 4  | Kádár        |  |     |
| V                        | 5  | Baráth       |  |     |
| V                        | 6  | Orbán        |  |     |
| KP                       | 21 | Nagy D.      |  | 65' |
| KP                       | 16 | Pátkai       |  |     |
| KP                       | 10 | Kovács I.    |  |     |
| KP                       | 8  | Nagy Á.      |  |     |
| KP                       | 11 | Kalmár       |  | 84' |
| CS                       | 9  | Szalai       |  | 76' |
| Cserék:                  |    |              |  |     |
| V                        | 7  | Dzsudzsák    |  | 65' |
| CS                       | 13 | Böde         |  | 76' |
| KP                       | 15 | Kleinheisler |  | 85' |
| Fel nem használt cserék: |    |              |  |     |
| K                        | 1  | Gróf         |  |     |
| K                        | 22 | Kovácsik     |  |     |
| V                        | 2  | Lang         |  |     |
| V                        | 20 | Vinícius     |  |     |
| CS                       | 19 | Holman       |  |     |
| KP                       | 18 | Holender     |  |     |
| CS                       | 17 | Varga R.     |  |     |
| Vezetőedző:              |    |              |  |     |
| Marco Rossi              |    |              |  |     |

| K                        | 1  | Aksalu    |     |     |
| V                        | 23 | Teniste   |     |     |
| V                        | 4  | Tamm      |     |     |
| V                        | 3  | Pikk      | 23' |     |
| V                        | 5  | Vihmann   |     |     |
| KP                       | 20 | Dmitrijev |     |     |
| KP                       | 14 | Vassiljev |     | 82' |
| KP                       | 17 | Luts      |     | 77' |
| KP                       | 16 | Antonov   | 62' |     |
| CS                       | 8  | Anier     | 49' |     |
| CS                       | 11 | Ojamaa    |     | 61' |
| Cserék:                  |    |           |     |     |
| CS                       | 10 | Zenjov    |     | 61' |
| KP                       | 7  | Puri      |     | 77' |
| KP                       | 9  | Purje     |     | 82' |
| Fel nem használt cserék: |    |           |     |     |
| K                        | 12 | Lepmets   |     |     |
| K                        | 22 | Meerits   |     |     |
| V                        | 2  | Kams      |     |     |
| KP                       | 6  | Kaljumäe  |     |     |
| V                        | 18 | Artjunin  |     |     |
| KP                       | 13 | Lepistu   |     |     |
| CS                       | 15 | Sappinen  |     |     |
| V                        | 19 | Kallaste  |     |     |
| Vezetőedző:              |    |           |     |     |
| Martin Reim              |    |           |     |     |

### A mérkőzés statisztikái
| Magyarország | Teljes mérkőzés      | Észtország |
| ------------ | -------------------- | ---------- |
| 61 (%)       | Labdabirtoklás       | 39 (%)     |
| 2            | Gól                  | 0          |
| 1            | Sárga lap            | 3          |
| 0            | Piros lap            | 0          |
| 2            | Szöglet              | 2          |
| 0            | Les                  | 2          |
| 18           | Lövés                | 6          |
| 8            | Kaput eltalált lövés | 1          |
| 1            | Blokkolt lövés       | 4          |
| 533          | Passz                | 287        |
| 433          | Sikeres passz        | 187        |
| 81 (%)       | Passz hatékonyság    | 65 (%)     |
| 15           | Szabálytalanságok    | 14         |

## Tabella a mérkőzés után
További eredmény a fordulóban
| 2018. november 15. | Görögország | 1 – 0 | Finnország |

A C liga 2. csoport állása a forduló előtt
| Csapat       | M | Gy | D | V | G+ | G– | Gk | P  |
| ------------ | - | -- | - | - | -- | -- | -- | -- |
| Finnország   | 5 | 4  | 0 | 1 | 5  | 1  | +4 | 12 |
| Görögország  | 5 | 3  | 0 | 2 | 4  | 4  | 0  | 9  |
| Magyarország | 5 | 2  | 1 | 2 | 7  | 6  | +1 | 7  |
| Észtország   | 5 | 0  | 1 | 4 | 3  | 8  | –5 | 1  |

      Feljut a 2020–2021-es B ligába
      Lehetséges kieső a 2020–2021-es D ligába
      Kiesik a 2020–2021-es D ligába
Sorrend meghatározása: pontazonosság esetén a csoporton belül az alábbi sorrendben határozzák meg a sorrendet: 1. az egymás elleni eredmények (1a. pont, 1b. gólkülönbség, 1c. szerzett gól, 1d. idegenben szerzett gól), 2. a gólkülönbség (2a. összesített gólkülönbség, 2b. összes szerzett gól, 2c. összes idegenbeli szerzett gól), 3. a győzelmek száma (3a. az összes győzelem, 3b. az idegenbeli győzelmek száma), 4. a fair play versengés, illetve az 5. UEFA-koefficiens.
Feljutás: A B-, a C- és a D-liga négy csoportelsője egy osztállyal feljebb lép;
Kiesés: Az A-, a B- és a C-liga négy csoportutolsója egy osztállyal lejjebb folytatja (pontosabban: a C-ligából – az eltérő létszámú csoportok miatt – a három négyes csoport utolsó helyezettje mellett a négy csoportharmadik egyike, a legkevesebb pontot szerző válogatott esik ki);
Az A-liga négy csoportelsője bejut a Nemzetek Ligája négyes döntőjébe, amelyet 2019 júniusában rendeznek meg;
Mindegyik ligából négy válogatott jogot szerez a 2020-as Európa-bajnokság 2020. tavaszi pótselejtezőjében való részvételre; a jog alapvetően a 16 csoportelsőt illeti meg, ám ha ők időközben sikerrel teljesítik az Eb-selejtezőt (2019), a pótselejtező helyeit az addigi NL-teljesítmény alapján feltöltik, lehetőleg ligákon belül.